# Vindasia virgata
Vindasia virgata är en akantusväxtart som beskrevs av Raymond Benoist. Vindasia virgata ingår i släktet Vindasia och familjen akantusväxter. Inga underarter finns listade i Catalogue of Life.